# Galater

Die römische Provinz Galatia

Galater (griechisch Γαλάται Galátai) ist die Bezeichnung für die Nachfahren der 20.000 keltischen Söldner vom Stamm der Volcae, die 278 v. Chr. von König Nikomedes I. von Bithynien angeworben wurden. Sie ließen sich im Gebiet um Gordion und Ankyra (das heutige Ankara) nieder, das später nach ihnen Galatien genannt wurde. Sie teilten sich in drei Stämme, die  Tolistobogier (Τολιστοβόγιοι, Tolistobogii), die Tektosagen (Τεκτόσαγες, Tectosages), mit ihren Teilstämmen der Ambitouti, Toutobodiaci und Voturi, und die Trokmer (Τρόκμοι, Trocmi).
Die Galater werden auch im Neuen Testament erwähnt, und zwar im Brief des Paulus an die Galater.

## Geschichte

Ein Galater tötet sich und seine Frau, nachdem Attalos I. von Pergamon die Galater besiegt hatte (Museo Nazionale Romano, Rom)

Im Rahmen der keltischen Südostwanderungen migrierten Kelten im 3. Jahrhundert auf die Balkanhalbinsel. 279 v. Chr. fielen sie in Griechenland ein und plünderten unter anderem Delphi. 278 wurden sie von Nikomedes I. von Bithynien (280–255/3 v. Chr.) als Söldner eingeladen, um den Kampf gegen seinen Bruder, den Usurpator Zipoites zu gewinnen. Darauf überschritten Tolistobogier unter Leonnorius (Λεωννώριος, Lonorius) und Trokmer unter Lutarius (Λουτούριος, Lutarius) den Hellespont (Marmarameer) und fielen in Kleinasien ein, insgesamt etwa 20.000 Menschen, die Hälfte davon Krieger. Sie halfen Nikomedes, sich zu behaupten. 
Nachdem sie von Nikomedes aus dem Dienst entlassen worden waren, begannen sie, die umliegenden Länder zu plündern: die Trokmer am Hellespont und die Tolistobogier in Äolien und Ionien, wobei sie 277 v. Chr. den Tempel des Apollon von Didyma bei der Stadt Milet plünderten. Die Tektosagen verheerten dagegen das Gebiet der Phryger. Der Seleukidenkönig Antiochos I. (281–261 v. Chr.) trat gegen sie an. Im Jahr 268 v. Chr. kam es zur entscheidenden Schlacht, der so genannten Elefantenschlacht, in der Antiochos über die zahlenmäßig überlegenen Galater durch den Einsatz von Kriegselefanten siegte.
Den besiegten Galatern wurden feste Wohnsitze zugeteilt. Die Tolistobogier wurden im Kern des alten Phrygerreiches angesiedelt, mit den alten Städten Gordion und Pessinus, die Tektosagen um Ankyra und die Trokmer um Tavium. Seither wurde das Land Galatia (Γαλατία) genannt. Damit die Galater nicht mehr das Land verheerten, führte Antiochos II. (261–246 v. Chr.) eine »Keltensteuer« (Γαλατικά) ein, die den Galatern ausbezahlt wurde. Doch Attalos I. von Pergamon (241–197 v. Chr.) verweigerte die Zahlungen und bedrängte die Galater militärisch so lange, bis sie aufhörten, in das Reich von Pergamon einzufallen.
Im Jahre 196 v. Chr. bat die Stadt Lampsakos die Römer um Hilfe gegen die Tolistobogier. 5.500 Galater verbanden sich mit dem Seleukiden Antiochos III. (223–187 v. Chr.), um die Römer zu bekämpfen. Rom mobilisierte ein großes Heer und schlug im Jahre 189 die Galater in die Flucht. Die Tolistobogier verschanzten sich auf dem Berg Olympos, die Tektosagen und Trokmer auf dem Berg Magaba bei Ankyra. Die Römer blieben aber siegreich und machten 40.000 Gefangene, die als Sklaven verkauft wurden. Dabei konnte sich Chiomara (Χιομάρα), die Frau des Tetrarchen Ortiagon (᾿Ορτιάγων, Ortiago), heldenhaft selbst befreien. Die besiegten Galater gingen mit Rom ein Bündnis ein. 
Drei Jahre später versuchte Ortiagon, alleiniger Herrscher über die Galater zu werden, wurde aber von Eumenes II. von Pergamon (197–159 v. Chr.) besiegt. Die Römer, die Eumenes gegenüber feindlich eingestellt waren, nutzten diese Gelegenheit und unterstützten die mit ihnen verbündeten Galater, die unter Solovettius ins Reich von Pergamon einfielen. Im Jahre 166 v. Chr. erklärten die Römer die Galater als autonom, unter der Bedingung, dass sie im eigenen Land verblieben.
Nachdem die Römer im Jahre 129 v. Chr. das Reich von Pergamon als Provinz Asia ins Römische Reich eingegliedert hatten, unterwarf Mithridates VI. von Pontos (132–63 v. Chr.) die Galater. Weil diese aber aufständisch blieben, ließ er im Jahre 86 v. Chr. sämtliche galatischen Adligen ermorden, mit Ausnahme dreier Tetrarchen und eines hübschen Jünglings, aber schon ein Jahr darauf verzichtete Mithradates auf Galatien und Rom begann, sich wieder in die galatische Politik einzumischen.
Einer der drei überlebenden Adligen war Deiotaros Philorhomaios (86–40 v. Chr.; Δηιοτάρος Deiotarus), der Tetrarch der Tolistobogier. Er versuchte, alleiniger Herrscher über die Galater zu werden, und verheiratete zwei seiner Töchter dem Brogitaros (Βρογιτάρος, Brogitarus), Tetrarch der Trokmer, und dem Kastor Tarkondarios (Κάστωρ Ταρκονδάριος), Tetrarch der Tektosagen. 52 v. Chr. ließ er dann seinen Schwiegersohn Brogitaros verschwinden und erlangte so die Herrschaft über die Trokmer. Doch Gaius Iulius Caesar teilte darauf die Trokmer dem Mithridates von Pergamon (Μιθριδάτης ο Περγαμήνος) zu, einem Neffen des Brogitaros. Nach der Ermordung Caesars ließ Deiotaros nicht nur seinen zweiten Schwiegersohn Kastor Tarkondarius umbringen, sondern auch seine mit diesem verheiratete Tochter. Mithridates kam schon 46 v. Chr. um, und so wurde Deiotaros 44 v. Chr. alleiniger Herrscher über alle Galater, starb aber vier Jahre später. Da sein Sohn Deiotaros Philopator schon drei Jahre tot war, ging die Herrschaft auf seinen Enkel Kastor II. (40–36 v. Chr.), den Sohn von Kastor Tarkondarios, über. Nach diesem wurde Amyntas (36–25 v. Chr.) galatischer König. Nach dessen Tod wurde Galatien ins Römische Reich eingegliedert.
Die Ausdehnung der römischen Provinz Galatia wurde mehrmals geändert, die Hauptstadt war Ankyra. Die Galater hatten lange Eigenheiten ihrer angestammten Kultur beibehalten, natürlich mit einem starken hellenistischen Einschlag. Noch im Jahr 400 n. Chr. bezeugte Kirchenvater Hieronymus die Existenz keltisch sprechender Völker in der Gegend.

## Politische Organisation
Die Galater waren in drei Stämme gegliedert: Tolistobogier, Tektosagen und Trokmer. Jeder Stamm war in vier Gruppen gegliedert, denen je ein Tetrarch obstand. Jedem dieser zwölf Tetrarchen unterstanden ein Priester und ein Feldherr, dem zudem noch zwei Befehlshaber untergeordnet waren. Der Gesamtrat der Galater bestand aus 300 Männern, die im gemeinsamen Versammlungsplatz Drunemeton (Δρυνέμετον, „Heiliger Eichenhain“) zusammenkamen. Später gab es nur noch drei Tetrarchen, für jeden Stamm einen. Diese rangen um die Alleinherrschaft, so dass schließlich nur noch ein Tetrarch, nun auch König genannt, über die Galater herrschte.
Die Tolistobogier (altgriechisch Τολιστβόγιοι, lateinisch Tolistobogii) wohnten im Westen am Fluss Sangarios mit dem Vorort Gordion und Pessinus, der damals eines der bedeutendsten Heiligtümer Kleinasiens war. In der Mitte siedelten die Tektosagen (altgriechisch Τεκτόσαγες, lateinisch Tectosages) mit der Hauptstadt Ankyra (heute Ankara). Die Grenze zu den im Osten siedelnden Trokmern (altgriechisch Τρόκμοι, lateinisch Trocmi) bildete der Fluss Halys (heute Kızılırmak). Ihr Hauptort war Tavium.

## Wirtschaft
Galatien besitzt ein ungünstiges Klima mit heißen trockenen Sommern und langen kalten und schneereichen Wintern. Die fruchtbaren Flussniederungen und die weite Steppe mit würzigen Kräutern sind geeignet für Bienenzucht und Schafhaltung, die Fleisch, Milch und feine Wolle lieferten, während der Mist als Heizmaterial verwendet wurde. Ölbäume lieferten Öl und Oliven, während die Läuse der Kermeseiche (galatisch: ὕς, hys) zu rotem Farbstoff verarbeitet wurden. An Edelsteinen lieferte das Land Opal und Rauchtopas. 
Ein besonders wichtiger Erwerb war aber bei den Galatern stets der Kriegsdienst; sie hatten bei jedem Krieg der Region als Söldner mitgekämpft. In Friedenszeiten drohten die Galater Plünder- und Raubzüge an und erpressten so Tributgelder. Die Kontrolle über die wichtige Kultstadt Pessinus brachte den Galatern bedeutende Einnahmen ein.

## Religion und Bräuche
Auch in späterer Zeit wird bei den Galatern eine große Ähnlichkeit in Religion und Rechtsprechung mit den Galliern bemerkt. Wie in Gallien hatte der Familienvater Gewalt über Leben und Tod von Frau und Kindern (Patriarchat). Neben den Menschenopfern ist auch die Existenz des Drunemeton oder Drynemeton (keltisch dru-nemeton, „Eichen-Hain“) sowohl als Versammlungsort als auch als Kult-Pendant zum gallischen nemeton im Karnuten-Wald zu sehen. Der gallische Kapuzendämon Genius cucullatus findet möglicherweise sein Gegenstück im Heilgott Telesphoros („Vollender“). Auch keltische Beinamen griechischer Götter weisen darauf hin, wie der Zeus Boyssoyrigios, auch Zeus Bussurigios (Ζεὺς Βουσσουριγίος; „Zeus mit dem königlichen Mund“) in zwei Inschriften aus der Nähe von Ankara und Zeus Bennios (Ζεὺς Βέννιος; zu gallisch benna, „Wagen“). Ein Zusammenhang zwischen Bussurigios und Bussumarius wird vermutet, ist aber unsicher. Tetrarchennamen wie Deiotaros (gallisch *Dēvo-tarvos, „Stier des Himmels“) und Brogitaros („Stier des Landes“) deuten auf einen Stierkult hin. Einige Flüsse in Galatien trugen den Namen Gallos (Γάλλος) und die späteren galatischen Kybelepriester wurden „Gallier“ (Γάλλοι, Galloi) genannt.
Die Galater übernahmen aber offensichtlich bald auch kleinasiatische Kulte, allen voran den pessinuntischen Kult von Kybele und Attis, und der galatische Tetrarch Brogitaros erkaufte sich die Priesterschaft von Pessinus für teures Geld. Die galatische Königin Kamma (Κάμμα) war Priesterin der Artemis, die die Galater von allen Gottheiten am meisten verehrt haben sollen. In Tavium, dem Hauptort der Trokmer, wurde eine große Statue des Zeus verehrt. 
Antike Schriftsteller berichten, dass die Galater Kriegsgefangene geopfert haben, was durch die Archäologie bestätigt werden kann. Neben Menschenopfern wurden auch Pferde, Rinder und Hunde geopfert. Die Angabe, dass die Galater 189 v. Chr. völlig nackt in den Kampf gezogen seien, ist glaubhaft, da dies als alter gallischer Brauch bezeugt ist. Was die Grabsitten angeht, so übernahmen die Galater sehr früh anatolische Sitten.
Cicero berichtet über seinen Klienten, den Galaterkönig Deiotaros, er habe nichts unternommen, ohne vorher den Vogelflug als Auspizien beobachten zu lassen. So habe Deiotaros schon begonnene Reisen abgebrochen, wenn es ungünstige Zeichen gab.
Die Galater wurden durch die Missionstätigkeit des Apostels Paulus von Tarsus ab der Mitte des 1. Jahrhunderts zu den ersten christianisierten Stämmen der Kelten (siehe Galaterbrief).

## Sprache
Das Galatische war eine keltische Sprache, von der aber nur einige Glossen und Namen von Personen, Stämmen und Ortschaften überliefert sind. Diese spärlichen Zeugnisse zeigen, dass das Galatische ein gallischer Dialekt war. Noch um 400 sagte Hieronymus: „Die Galater haben neben dem Griechischen, das alle Personen im Osten sprechen, noch ihre eigene Sprache, ziemlich ähnlich wie die der Treverer“.
Viele galatische Eigennamen können eindeutig aus dem Gallischen gedeutet werden, beispielsweise: Deiotaros „Göttlicher Stier“; Brogitaros „Landesstier“; Sinorix „Alter König“; Eporedorix „Rosswagenkönig“; Eposognatos „Pferdevertrauter“; Artiknos „Bärling“. Unter den Ortsnamen sind typisch keltisch: Ecobriga, Drynemeton „Heiliger Eichenhain“ und Vindia (Οὐινδία) „Weiße“.

## Römische Auxiliareinheiten
Die folgenden Auxiliareinheiten wurden ursprünglich aus Galatern rekrutiert:
- Cohors I Ulpia Galatarum
- Cohors II Ulpia Galatarum

Außerdem wurde die Legio XXII Deiotariana aus Galatern aufgestellt.